# Castel Tor
Il Castel Tor (Schloss Thurn in tedesco, Ćiastel de Tor in ladino) è un castello della Val Badia che si trova presso il paese di San Martino in Badia.

## Storia
Attorno al 1230, ministeriali dei vescovi di Bressanone edificarono una torre abitativa isolata e articolata su tre piani. Essa viene documentata per la prima volta nel 1290 con il nome di “turris in Geder” ed è noto che ebbe il prestigioso ruolo di sede del giudizio di “Torre in Quadra”, come andrebbe correttamente tradotto.
Questo feudo dei vescovi di Bressanone fu affidato fino al 1331 ai signori di Rodank-Schöneck che ampliarono l'edificio facendo costruire un muro di cinta merlato con camminamento di ronda e un nuovo palazzo di piccole dimensioni. La torre, rialzata di due piani, fu in seguito utilizzata come granaio.
Nel 1426 il vescovo Berthold sottopose il giudizio direttamente all´amministrazione principesco-vescovile, insediandovi dei funzionari in qualità di amministratori e giudici.
Dopo il 1580 ebbero luogo ulteriori integrazioni e trasformazioni del castello. Innanzitutto, fu ampliato il palazzo romanico, il quale assunse la sua forma odierna, e furono addossate al muro di cinta due torri circolari.
Nel 1803 i vescovi persero il dominio sulla torre, che fu acquistata dai contadini locali, i discendenti dei quali vi abitarono fino ai tempi nostri.

## Museo ladino

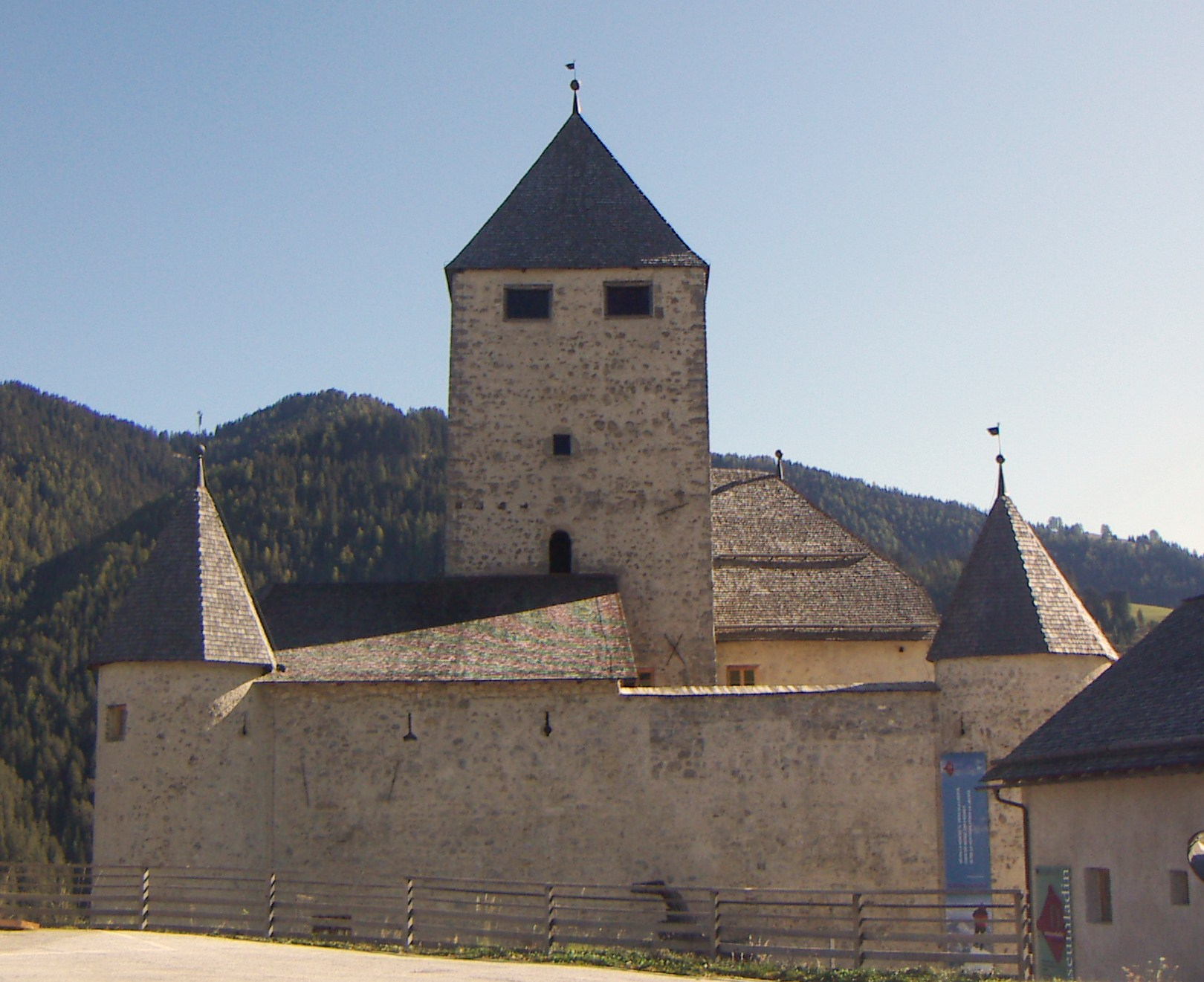
Vista del castello dal retro.

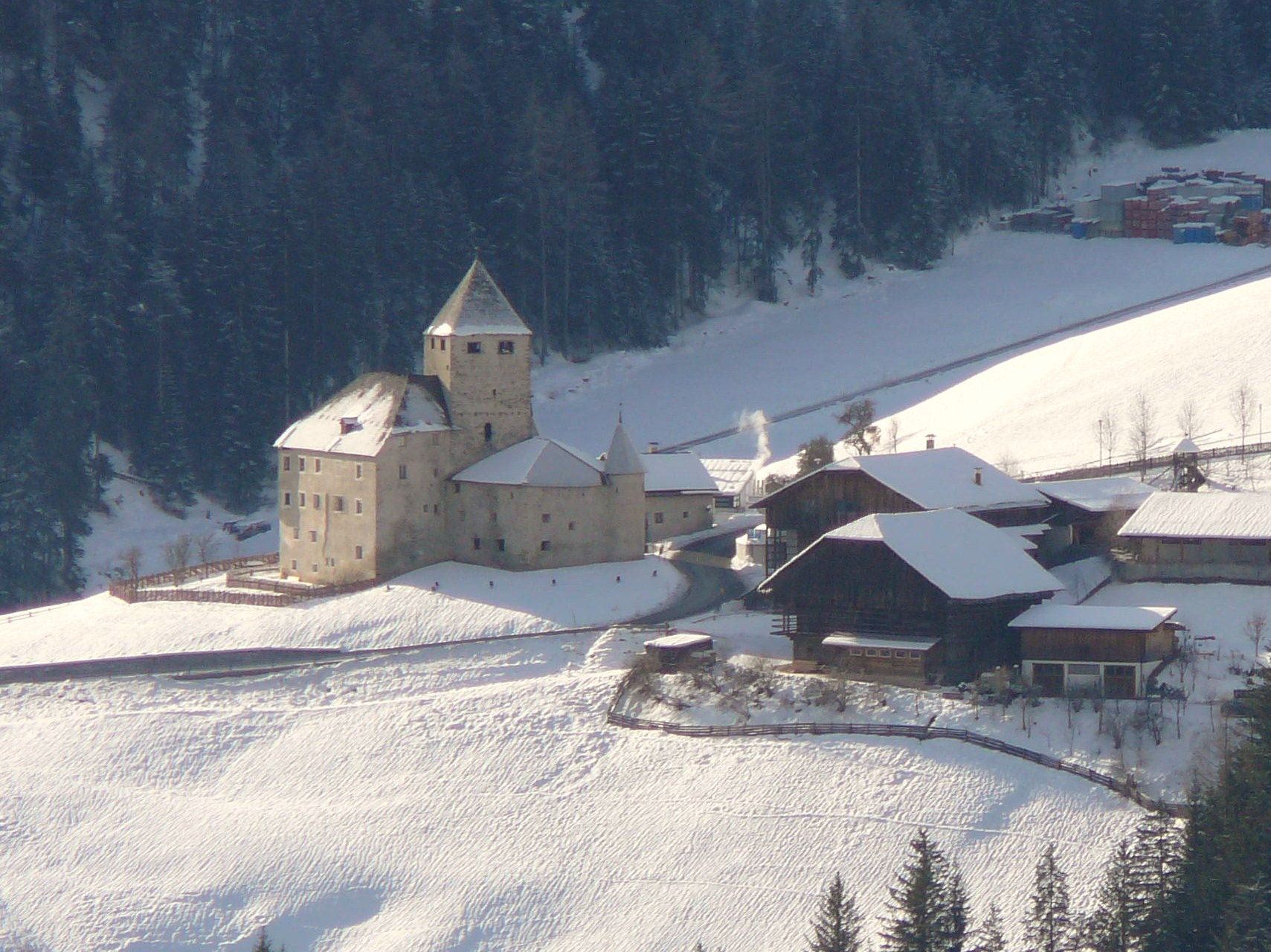
Vista del castello dalle piste da sci di Plan de Corones.

Nel 1996 la Provincia di Bolzano acquistò il castello per trasformarlo nel 2001 nel museo ladino, il Museum Ladin Ćiastel de Tor, che offre informazioni sulla storia, la lingua, la cultura, le leggende, l'archeologia, la geologia, il turismo e l'artigianato tipici del popolo dei ladini.
Oltre alla normale esposizione del museo, durante il corso dell'anno sono visitabili alcune mostre temporanee.